# Star People
Albums de Miles Davis
We Want Miles
(1982) Decoy
(1984)
Star People est un album de jazz fusion de Miles Davis paru en 1983. Il fait référence notamment au Blues, en particulier dans les titres It Gets Better et Star People qui donne son nom à l'album.

## Historique
Le titre Star On Cicely est un hommage de Miles Davis à son épouse, l'actrice Cicely Tyson.

## Liste des pistes
Tous les titres ont été composés par Miles Davis, sauf "It gets better" par John Scofield.
| No | Titre          | Durée |
| -- | -------------- | ----- |
| 1. | Come Get It    | 11:03 |
| 2. | It Gets Better | 10:09 |
| 3. | Speak          | 8:37  |
| 4. | Star People    | 18:50 |
| 5. | U'N'I          | 5:58  |
| 6. | Star On Cicely | 4:31  |

## Musiciens
Miles Davis - trompette, claviers
- John Scofield - guitare électrique
- Mike Stern - guitare électrique
- Bill Evans - saxophones ténor & soprano
- Tom Barney - basse
- Mino Cinelu - percussions
- Al Foster - batterie
- Marcus Miller - basse
- Gil Evans - arrangements